# Feroxihita
La feroxihita es un mineral con oxihidróxido de hierro: δ-Fe3+O(OH). Cristaliza en el sistema hexagonal. Está formada por masas marrones redondeadas, o concrecionales. Es opaca, magnética, de rayadura amarilla y densidad relativa de 4,2.
Aparece en forma de nódulos de manganeso-hierro en el fondo de los océanos Atlántico y Pacífico. También se encuentra en los mares Báltico, Blanco y de Kara. Se forma bajo presiones altas. Cuando queda expuesta en la superficie pasa a ser goethita. También se genera como cementante y como recubrimiento en clastos en suelos y sedimentos precariamente drenados, propiciados por la oxidación rápida de los compuestos del óxido de hierro (II).
Fue descrita por primera vez en 1976, tras ser encontrada en suelos de Kolomyia, Ivano-Frankivsk, Ucrania.